# Катри Хелена
Катри Хелена (Катри-Хелена Калаоя, фин. Katri Helena Kalaoja, ранее — Турунен, Раяла, в девичестве — Койстинен, фин. Koistinen, 17 марта 1945, Тохмаярви, Финляндия) — финская певица, актриса и общественный деятель.
Катри Хелена появилась на финской эстраде в 1960-х годах. В 1969 году она приняла участие в международном фестивале песни в Сопоте. Дважды, в 1979 и 1993-м годах, представляла Финляндию на конкурсе песни Евровидение.
Наибольшую известность певице принесла песня Anna mulle tähtitaivas («Подари мне звёздное небо»), написанная композитором Эсой Ниеминеном в 1992 году. Песня была продана в количестве более 100 тысяч копий.
Имеет троих детей: двух дочерей и сына. Сын — Юха Калаоя умер от сердечного приступа 29 апреля 2009 года, в возрасте 33-х лет.

## Дискография
- Vaalea valloittaja, 1964
- Puhelinlangat laulaa, 1965
- Katri Helena, 1966
- Katupoikien laulu, 1967
- Paikka auringossa, 1968
- Ei kauniimpaa, 1969
- Kai laulaa saan, 1971
- Lauluja meille kaikille, 1972
- Kakarakestit, 1973
- Kun kohdattiin, 1973
- Paloma Blanca, 1975
- Lady Love, 1976
- Ystävä, 1978
- Katson sineen taivaan, 1979
- Sydämeni tänne jää, 1980
- Kotimaa, 1981
- Minä soitan sulle illalla, 1982
- Kirje sulle, 1984
- On elämä laulu, 1986
- Almaz, 1988
- Juhlakonsertti, 1989
- Anna mulle tähtitaivas, 1992
- Lähemmäksi, 1994
- Vie minut, 1995
- Hiljaisuudessa, 1996
- Missä oot, 1998
- Leidit levyllä, 2000
- Tässä tällä hetkellä, 2004
- Elämänlangat, 2006
- Hiljaisuudessa, 2006
- Tulet aina olemaan, 2009
- Valon maa, 2011
- Taivaan tie, 2014
- Niin on aina ollut, 2015